# BMG Rights Management
BMG Rights Management GmbH (також відома просто як BMG) — міжнародна музична компанія, розташована в Берліні, Німеччина. Яка поєднує діяльність музичного видавництва та звукозаписного лейбла.
BMG було засновано в жовтні 2008 року після того, як Bertelsmann продав свою частку в Sony BMG. З 2009 по 2013 рік інвестиційна компанія KKR володіла 51% компанії, яка за цей час стала одним із найбільших у світі музичних видавців. BMG на 100% належить Bertelsmann і є одним із восьми бізнес-підрозділів групи. Портфоліо включає права на пісні та записи таких виконавців, як Кайлі Міноуг, Крейг Девід, Авріл Лавін, The Rolling Stones, Тіна Тернер,  The Cranberries, Девід Боуї, Роджер Вотерс, Іггі Поп, Квінсі Джонс, Ленні Кравіц  Морріссі, 5 Seconds of Summer, KSI, Eraserheads, Francis Magalona, Rivermaya, і Peter Frampton.

## Історія
У 1950-х роках Bertelsmann увійшов у музичний бізнес, додавши музику до свого книжкового клубу. Було засновано звукозаписний лейбл Ariola та засновано пресовий завод Sonopress. У 1975 році Аріола відкрив офіс у США. Bertelsmann придбав Arista Records у 1979 році та RCA Records у 1985 році, таким чином ставши однією з найбільших музичних компаній світу. Її різні дочірні компанії були об’єднані в 1987 році, щоб створити Bertelsmann Music Group (BMG), яка займалася бізнесом у низці жанрів, включаючи фолк, поп і, зокрема, класичну музику.
У відповідь на падіння продажів на загальному музичному ринку Bertelsmann погодився об’єднати свої інтереси звукозаписного лейбла з Sony у 2003 році; компанія називалася Sony BMG. Крім того, у 2006 році Bertelsmann продала свою дочірню компанію BMG Music Publishing компанії Vivendi. Дійшовши висновку, що відомі музичні видавничі компанії та звукозаписні компанії не підходять для цифрового музичного бізнесу, Bertelsmann продав свою частку в спільному підприємстві Sony BMG у 2008 році. Пізніше компанія була перейменована в Sony Music Entertainment.

## Лейбли
- 43B
- Музичний гурт BBR
  - Рекорди Broken Bow
  - Записи Stoney Creek
  - Записи Wheelhouse
- Rise Records
- S-Curve Records (попередній каталог)
- Infectious Music
- Vagrant Records
- BMG Chrysalis
  - The Echo Label
  - Go-Feet Records
  - МАМ Records
- Mute Records (каталог до 2010 року)
- Union Square Music
  - Salvo
  - Метро
- Skint Records
  - Loaded Records
  - Skyblaze Recordings
- Sanctuary Records Group
  - Castle Communications
  - Pye Records
  - Precision Records and Tapes
  - Transatlantic Records
  - Sugar Hill Records
  - CMC International
  - Mayan Records
  - Neat Records
  - Noise Records
  - RAS Records
  - Trojan Records
    - Jet Records
    - Upsetter Records

  - Urban Records
- Countdown Media
  - Alshire/Somerset
  - Everest Records
  - Медіафон
  - Dobre Records
  - SRP Records
  - Alto Records
- RAM Records
- RBC Records
- World Circuit Records
- Disques Dreyfus
- Albert Music
  - Albert Productions
- The End Records
- Verse Music Group
  - Golden Records
  - Bethlehem Recordsи
  - Salsoul Records
  - West End Records
- Pete Waterman Entertainment
- Paracadute
- Strictly Rhythm (попередній каталог)
- Записи Cavalcade [40]
- BMG Talpa Music (Нідерланди)
- Музика BMG Production
- Cheyenne Records [41]
- Intertwine (спільне підприємство з Eshy Gazit) [42]
- Modern Recordings
- Теламо
- Renew Records
- OM Records (спільне підприємство з Olympique de Marseille)
- А24 Музика

## Нагороди
- 2016, 2017, 2018: «Незалежний видавець року» від Американського товариства композиторів, авторів і видавців[43][44][45]
- 2018: «Production Music Awards» для BMG Production Music[46]
- 2018: «Видавець року», A&R Awards, Велика Британія[47]